# Werner Lang (Geodät)

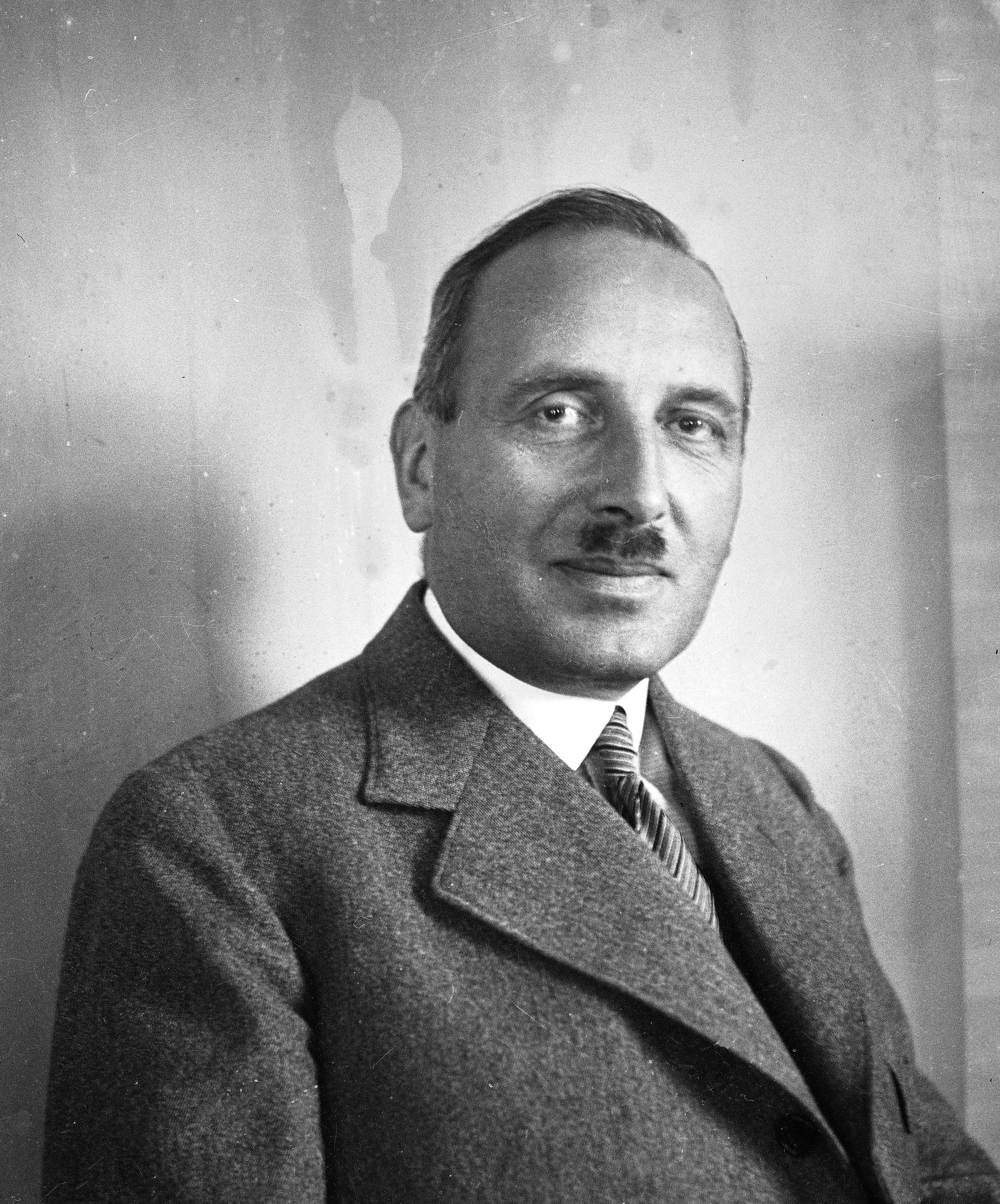
Werner Lang

Werner Lang (* 26. Februar 1885 in Luzern; † 19. Februar 1945 in Bern) war ein Schweizer Ingenieur, Geodät und Pionier der Ingenieurvermessung. Seine in der Schweizerischen Landesvermessung erworbenen Kenntnisse und Erfahrungen als Triangulationsingenieur wandte er in den 1920er Jahren in der Ingenieurvermessung an und entwickelte die Methode der geodätischen Deformationsmessungen an Staumauern.

## Leben
Werner Josef Robert Lang wurde 1885 als Sohn des Postbeamten Bartholomä Robert Lang aus Baden (AG) und der Maria Josefa Lang geb. Schürmann als einziges Kind in Luzern geboren. Nach dem Besuch der Stadtschule Luzern und der technischen Abteilung der Luzerner Kantonsschule (Gymnasium) studierte Lang am Eidg. Polytechnikum (heute ETH Zürich) und schloss seine Ausbildung 1907 als dipl. Bauingenieur ab. 1907–1908 absolvierte er ein Praktikum als Bauingenieur bei der Rheinregulierung im Rheinbaubureau Rorschach. 1908 wurde Lang Assistent für Geodäsie bei Max Rosenmund und Carl Fridolin „Fritz“ Baeschlin an der ETH Zürich.
Am 1. April 1909 trat Lang als Ingenieur in die Dienste der Eidg. Landestopographie L+T (heute Bundesamt für Landestopografie swisstopo) in Bern. Praktische Erfahrungen erwarb er sich 1910–1913 bei Arbeiten als Triangulationsingenieur in der Sektion Geodäsie unter der Leitung von Hans Zölly. 1912 heiratete er Bertha Schaad und gründete mit ihr eine Familie. Das Ehepaar hatte einen Sohn Werner Oskar (* 1912) und eine Tochter Marianne (* 1929). Von 1914 bis zum Abschluss der Messungen für die Landesvermessung 1923 war Lang im Sommer bei Feldarbeiten in der Landestriangulation und im Winterhalbjahr bei Berechnungsarbeiten in Bern im Einsatz. Ab 1921 entwickelte und erprobte Werner Lang zusammen mit seinem Vorgesetzten, Hans Zölly, die Methode der geodätischen Deformationsmessung an Staumauern. 1934 wurde Lang Delegierter des Bundesrates für Grenzbereinigungen und 1939 stellvertretender Chef der Sektion Geodäsie der L+T. Lang war Mitglied (zeitweise im Vorstand) des Schweizerischen Ingenieur- und Architektenvereins SIA, des Geometervereins, der Schweiz. Gesellschaft für Photogrammetrie und des Schweizerischen Alpenclubs SAC. Lang starb am 19. Februar 1945 nach längerer Krankheit in Bern.

## Geodäsie und Landesvermessung
Lang wurde zunächst für Rekognoszierungs- und Messarbeiten in der Triangulation 3. Ordnung der Kantone Waadt, Luzern und Freiburg eingesetzt. In den Jahren 1914–1915 war er massgeblich an den anspruchsvollen, mit alpinistischen Herausforderungen verbundenen Messkampagnen der Landesvermessung LV03 im Alpennetz 1. Ordnung beteiligt. Lang gehörte in dieser Zeit zur Gruppe der qualifizierten und alpinistisch ausgebildeten Geodäten, welche die Richtungsmessungen im Alpennetzteil und die trigonometrischen Berechnungen durchführten.

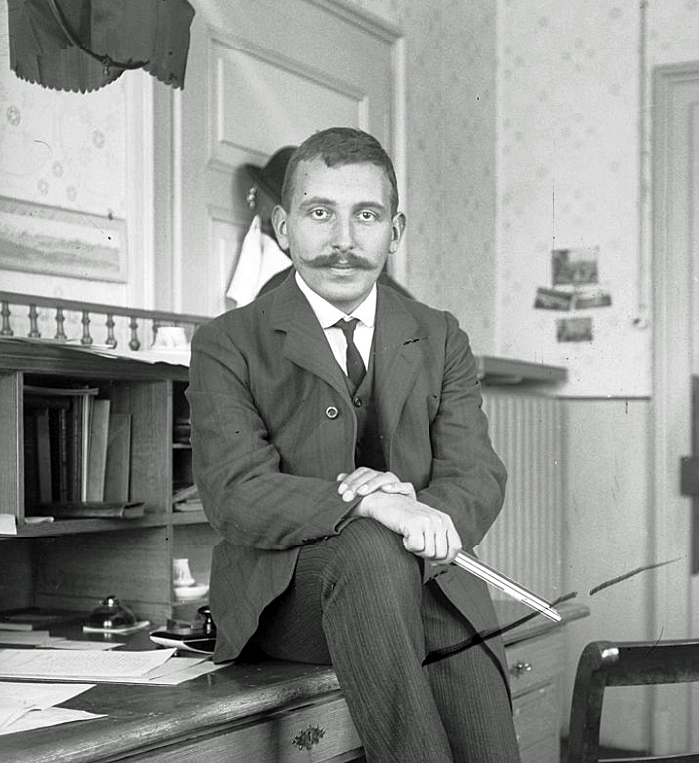
Werner Lang mit dem Rechenschieber im Büro der L+T in Bern, 1911

Neben diesen Aufgaben hat sich Lang um methodische und instrumentelle Weiterentwicklungen der trigonometrischen Mess- und Rechentechnik verdient gemacht. Beispiele hierfür sind Konstruktionspläne für Pfeiler, Beobachtungstürme und Pyramiden sowie Keilsignale und Heliotrope, die das Anzielen mit dem Theodolit im Gebirge erleichterten. Sein leichter und kompakter Gebirgsheliotrop, der 1914 nach seinen Plänen von der feinmechanischen Werkstatt Haag-Streit in Bern (heute Haag-Streit AG, Köniz) in Kleinserie hergestellt wurde, bewährte sich bei den geodätischen Messungen auf den hochalpinen Triangulationspunkten.
Eine der Hauptaufgaben der Sektion Geodäsie der L+T waren die Auswertungen der trigonometrischen Messungen und deren Ausgleichung nach der Methode der kleinsten Quadrate. Lang erlebte hautnah wie zeitaufwendig und mühsam diese Arbeiten mit den damaligen Hilfsmitteln wie Logarithmentafeln und Rechenschiebern waren. Er hatte eine visionäre Idee. Ein Gerät zur mechanischen Ausgleichung der Messungen sollte die Arbeit erleichtern. Jahrzehntelange Versuche mit Modellen und einem Prototyp führten nicht zum Erfolg. Lang glaubte an seine Idee und gab, bereits von Krankheit gezeichnet, seine Bemühungen erst kurz vor seinem Tod auf. Es sollten noch zwei Jahrzehnte vergehen, bis die Ausgleichung von Triangulationsnetzen mit leistungsfähigen Computern gelang.

## Ingenieurvermessung

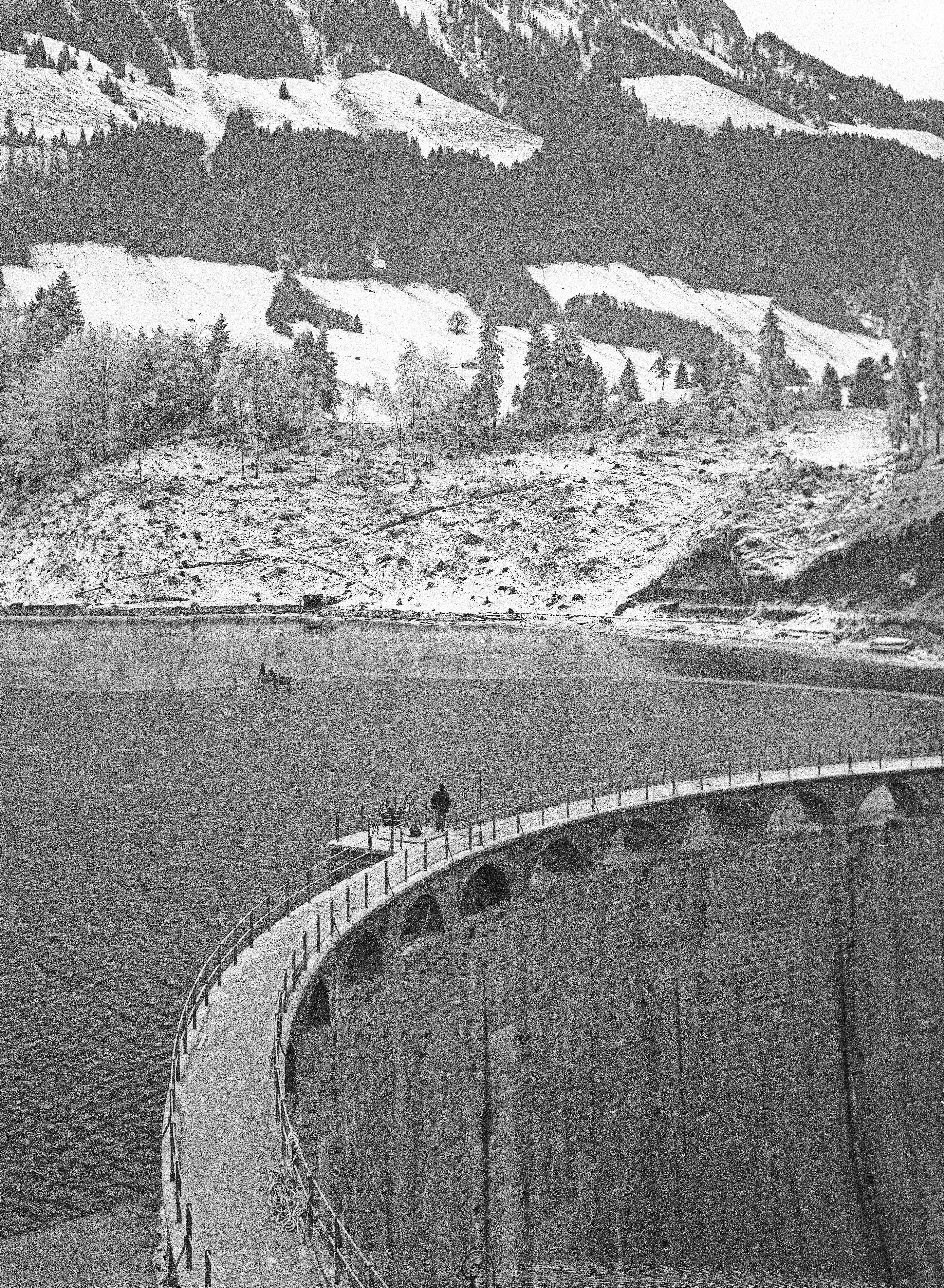
Deformationsmessungen an der Staumauer Montsalvens beim ersten Vollstau im Januar 1921

Anfang der 1920er-Jahre wurden in der Schweiz die ersten grossen Talsperren gebaut. Als aktives Mitglied des Schweizerischen Ingenieur- und Architektenvereins SIA verfolgte Lang die Projektierung und den Stauanlagenbau. Die Realisierung der Bogenstaumauer "Montsalvens" (Lac de Montsalvens an der Jogne) im Kanton Freiburg galt damals als grosse Ingenieurleistung. Das 52 Meter hohe Bauwerk mit einer 110 Meter langen Mauerkrone wurde von 1919 bis 1921 gebaut und gilt als die erste europäische Bogenstaumauer mit doppelter Krümmung, horizontal und vertikal. Die verantwortlichen Bauingenieure Heinrich Eduard Gruner und Alfred Stucky suchten nach technischen Lösungen, um die Verformung des Bauwerks unter dem steigenden Wasserdruck beim Aufstau zu erfassen und damit die statischen Berechnungen überprüfen zu können. Zusammen mit seinem Chef Hans Zölly entwickelte Lang ein Konzept zur Messung, Berechnung und Darstellung der Bauwerksverformung durch wiederholte trigonometrische Messungen. Diese Methode wurde von Lang erstmals 1921–1922 an der Bogenstaumauer Montsalvens und darauf 1922 an der Staumauer Pfaffensprung an der Reuss (Kanton Uri) erfolgreich erprobt. Daraus entwickelte sich die heute in der Ingenieurvermessung etablierte Methode der geodätischen Deformationsmessung als wichtiger Teil der Bauwerksüberwachung. Mit seinem 1929 publizierten Grundlagenwerk "Deformationsmessungen an Staumauern nach der Methode der Geodäsie" und dem Beitrag am "Ersten Kongress der Internationalen Kommission für grosse Talsperren ICOLD" in Stockholm 1933 verbreitete sich dieses Verfahren in der Ingenieurvermessung weltweit.

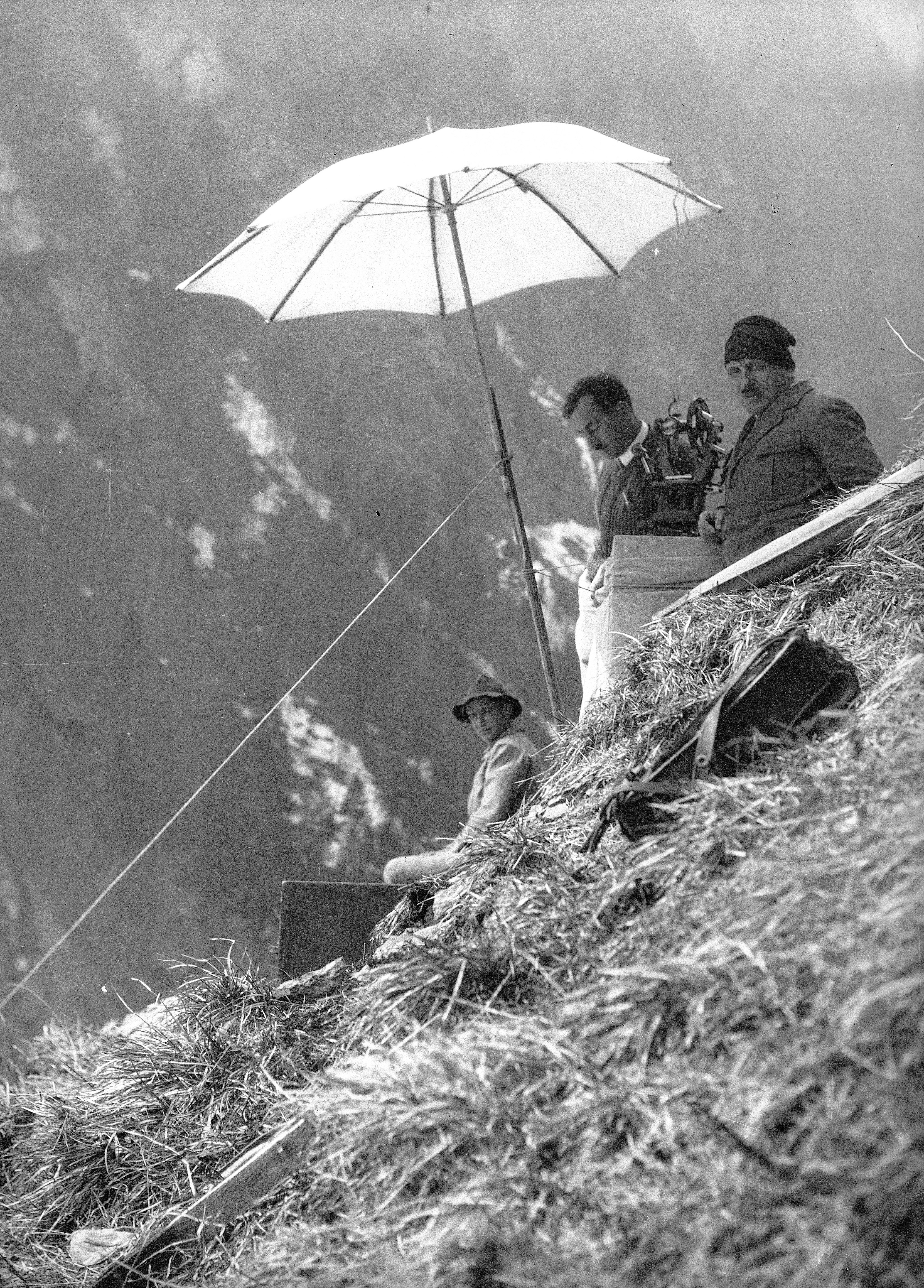
Werner Lang (links) bei Deformationsmessungen an der Staumauer Schräh (Wägital), 1929

Ab 1922 führte Lang bei der L+T im Auftrag der Kraftwerkgesellschaften an einer Reihe von Schweizer Stauanlagen in regelmässigen Abständen geodätische Deformationsmessungen durch. Unter dem Titel "Geodätische Spezialarbeiten" waren Lang und weitere Geodäten der L+T an 13 zwischen 1920 und 1940 in der Schweiz erstellten Staumauern mit einer Stauhöhe über 20 m beratend und messend beteiligt. In dieser ersten Epoche des schweizerischen Talsperrenbaus war die L+T die einzige Institution, die geodätische Deformationsmessungen an Staumauern in der Schweiz durchführte und so zur Sicherheit der Talsperren beitrug. Einige dieser Überwachungen wurden von swisstopo aus Kontinuitätsgründen bis in jüngste Zeit mit modernen Messmethoden weiter geführt.
Aufgrund seiner grossen Erfahrung wurde Lang von 1929 bis 1937 von Schweizer Ingenieuren als Experte für Talsperrenprojekte im Ausland beigezogen. Lang entwarf, mass und berechnete an 3 spanischen Staumauern El Burguillo (Provinz Avila, bei Madrid),  Alloz (Provinz Navarra, bei Pamplona) und Cala (Provinz Sevilla) geodätische Netze zur Überwachung der Stauanlagen.

## Vermessung der Landesgrenze
Von 1934 bis Kriegsausbruch 1939 war Lang bei Vermessungsarbeiten und Grenzbereinigungen an der Landesgrenze Elsass-Schweiz, Deutschland-Schweiz und Liechtenstein-Schweiz eingesetzt.

## Schriften
Lang W.: Schweizer geographische Koordinaten, Zeitschrift für Vermessung und Kulturtechnik, 24 (1926), Heft 6, S. 129–137 doi:10.5169/seals-189587; Heft 7 S. 155–166  doi:10.5169/seals-189588; Heft 8, S. 169–173 doi:10.5169/seals-189589
Lang W.: Erfahrungen beim Heliotropieren, Zeitschrift für Vermessung und Kulturtechnik, 25 (1927), Heft 2, S. 46–53, 1927 doi:10.5169/seals-190191 und Heft 3, S. 67–69 doi:10.5169/seals-190193
Lang W.: Geodätische Grundlagen der Vermessungen des Kantons Ob- und Nidwalden, Zeitschrift für Vermessung und Kulturtechnik, 26 (1928), Heft 7, S. 129–146, 1928 doi:10.5169/seals-190796
Lang W.: Deformationsmessungen an Staumauern nach der Methode der Geodäsie, Verlag Abteilung für Landestopographie, Bern 1929
Lang W. Deformationsmessung an Staumauern (Measurement of deformation in dams). Congrès des grands barrages. Stockholm: Abteilung für Landestopographie, Bern, 1933.
Lang W.: Deformationsmessung an Staumauern: Schweizerische Bauzeitung, 103 (1934), S. 11 
Lang W.: Deformationsmessung an Staumauern. In: 100 Jahre Eidg. Landestopographie 1838–1938. Bern: Abteilung für Landestopographie, Bern, 1938
Lang W.: Die Grundlinien der schweizerischen Triangulationen. Schweiz. Zeitschrift für Vermessung und Kulturtechnik 37, 7 (1939) S. 153–165 doi:10.5169/seals-197924; 37, 8 (1939) S. 177–186 doi:10.5169/seals-197925; 37, 9 (1939) S. 193–199 doi:10.5169/seals-197926; 37, 10 (1939) S. 209–223 doi:10.5169/seals-19792837, 11 (1939) S. 225–234 doi:10.5169/seals-197929